# Municipio de New Hanover (Pensilvania)
El municipio de New Hanover  (en inglés: New Hanover Township) es un municipio ubicado en el condado de Montgomery en el estado estadounidense de Pensilvania. En el año 2000 tenía una población de 7.369 habitantes y una densidad poblacional de 131,8 personas por km².

## Geografía
El municipio de New Hanover se encuentra ubicado en las coordenadas 40°19′31″N 75°32′53″O / 40.32528, -75.54806.

## Demografía
Según la Oficina del Censo en 2000 los ingresos medios por hogar en la localidad eran de $67,097 y los ingresos medios por familia eran $70,789. Los hombres tenían unos ingresos medios de $51,420 frente a los $33,578 para las mujeres. La renta per cápita para la localidad era de $25,084. Alrededor del 3,3% de la población estaban por debajo del umbral de pobreza.